# På landsvägar för kärlek och kommunism
På landsvägar för kärlek och kommunism är Lazze Ohlyz andra skiva och gavs ut digitalt 9 augusti 2007 på XPN-Grammofon. Det första framträdandet med låtarna från det nya albumet gjordes i Norge på ett sommarläger anordnat av Sosialistisk Ungdom. I anslutning till denna konsert valde dansbandsduon att auktionera ut en av sina rosa scenskjortor för inte mindre än 5 000 NOK till förmån för gömda flyktingar.
Mellan 2007 och 2009 producerades två upplagor av skivan i cd-format.

## Låtlista
1. Vi är Lazze Ohlyz
2. Danderyds enda kommunist
3. Planekonomi
4. Tjugofemöringen
5. Av var och en efter förmåga

## Produktionen
På landsvägar för kärlek och kommunism är betydligt mer experimentell än föregångaren Dans och klasskamp i Parken. Den ordinarie live-sättningen bestående av elförstärkt och akustisk gitarr samt två sångare kompletteras här med trummor, bas, orgel, stråkar och syntar. Produktionen är mer fyllig och låtarna har genom nya inspelningsmöjligheter fått en mer differentierad karaktär. Planekonomi är exempelvis influerad av 60-talspop, inledningstalet till Tjugofemöringen är en pastisch på Knutna Nävar och Av var och en efter förmåga tangerar bombastisk musikalmusik.